# Eldrid Lunden
Eldrid Lunden, född 5 oktober 1940 i Naustdal, är en norsk lyriker och professor i skrivkonst. Hon skriver på nynorska. 1996 blev hon Norges första professor i skrivkonst. Lunden var en i kretsen runt tidskriften Profil. År 2003 utsågs hon till hedersdoktor vid den konstnärliga fakulteten vid Göteborgs universitet.
Lunden var från 1994 gift med den svenska författaren Reidar Ekner (1929–2014).